# 紫絲帶
紫絲帶是顏色絲帶的一種，所代表的意義通常是指環境保護和醫療衛生等。

## 醫療方面
紫絲帶在醫療意義上十分廣泛，目前主要代表的有罕見惡性腫瘤和一些少數癌症。

### 癌症

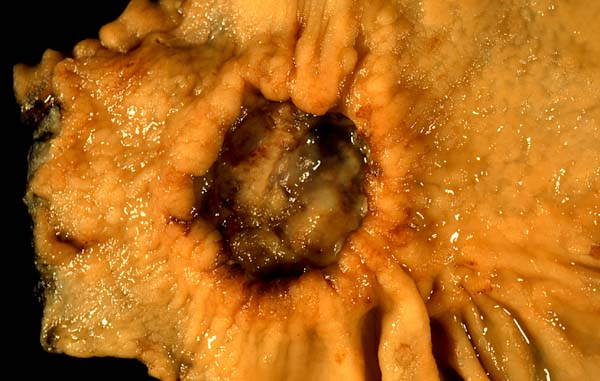
胃癌

紫絲帶所代表的意義當中癌症所佔的比例可說是不容小覷，紫絲帶代表著癌症患者的生存權與平等權，醫界有人發起「紫絲帶運動」，用意是要社會大眾多多關心身旁的癌症病友，並給予尊重與鼓勵，也希望提升癌症手術成功率。
目前國際社會上紫絲帶主要代表的癌症有：
- 甲狀腺癌
- 胃癌
- 食道癌
- 大腸癌
- 胰臟癌

### 罕見疾病
紫絲帶也可用來當作維護罹患罕見疾病的病患或兒童之人權的象徵，代表著病患可以自由平等及不受歧視。
目前國際社會上主要以紫絲帶來代表的罕見疾病有：
- 阿茲海默症
- 克羅恩病
- 腫瘤纖維症
- 癲癇
- 紅斑性狼瘡
- 胎兒畸形
- 過動症
- 關節炎
- 中風
- 小兒麻痺
- 纖維肌痛症

## 動物保育方面
在動物保育方面，紫絲帶所作為的象徵意義主要偏向於拯救瀕臨絕種和反對獵捕、虐待野生動物方面。因此在一些野生動物保護區或動物園會舉行一些紫絲帶活動，用意是要讓社會大眾了解動物保護的重要。
目前國際社會上紫絲帶所主要代表之瀕臨絕種動物如下：
- 熊貓
- 麝香貓
- 犀牛
- 東北虎

## 其他意義

### 州郡博覽會
- 在美國和加拿大的州郡博覽會上，紫絲帶都是代表第七名。

### 社會方面
- 家庭暴力[1]
- 夫妻、伴侶分居後男方強行帶走孩子，紫丝带代表這些無法探視孩子的母親[2]
- 911事件發生後，不少民眾綁起紫絲帶哀悼。
- 一些人權團體將紫絲帶視為宗教多樣化且共存的象徵。
- 為盧旺達大屠殺的受害者表示尊重與同情。
- 紫絲帶代表著比例代表制（選舉制度的一種）。
- 2018年1月30日，美国总统唐纳德·川普的国情咨文演说中，民主党参议员佩戴紫絲帶以唤起民众对阿片类药物滥用的关注。[3]